# لي سون-جا
لي سون-جا (هانغل: 이순자; هانجا: 李順子)(ولدت في 24 مارس 1939) هي زوجة رئيس كوريا الجنوبية السابق تشون دو هوان. كانت سيدة كوريا الجنوبية الأولى عندما كان تشون دو هوان في منصبه، من 1980 إلى 1988.

## حياتها الشخصية
ولت لي سون-جا في 24 مارس 1939 في تشانغتشون، مانشوكو للي غيو دونغ ولي بونغ نيون.  وهي الابنة الثانية لعائلة لها ثلاث بنات وابن واحد.  ينحدر والدها في الأصل من محافظة سونغجو في مقاطعة غيونغسانغ الشمالية، وهو من نسل لي جو يون، الباحث والكاتب خلال عهد مملكة غوريو.
بعد استقلال كوريا عن الحكم الياباني عام 1945، عادت العائلة إلى شبه الجزيرة الكورية.  عُين والدها ضابط في الجيش الكوري الجنوبي وذهب للقتال في الحرب الكورية. وخلال هذا الوقت، التحقت لي بمدرسة جينهاي المتوسطة للبنات في تشانغوون.  بعد ذلك، تابعت لي والدها إلى سيول، حيث التحقت وتخرجت من مدرسة كيونغ جي الإعدادية للبنات ومدرسة كيونغ جي الثانوية للبنات.
في عام 1957، التحقت بكلية الطب بجامعة إيهوا للإناث، لكنها تخلت عن حلمها في أن تصبح طبيبة وتزوجت من تشون دو هوان، الذي كان ضابط بالجيش في ذلك الوقت في عام 1958. لأن تشون دو هوان وقال إن ذلك «سيجعلها تعاني»، كان مترددًا في الزواج.  ومع ذلك، تزوجت لي من تشون في 24 يناير 1958 في قاعة دايجو رقم 1.  وفي ذلك الوقت، كان تشون يبلغ من العمر 28 عامًا وكانت لي تبلغ من العمر 20 عامًا.  وأكملت لي في وقت لاحق دورة حاصلة فيها على درجات علمية في دورة القيادات العليا في كلية البيئة في جامعة يونسي.

أثناء حديثها مع الرجال تحت قيادة زوجها في جيش كوريا الجنوبية، قالت لي:
«الحياة قصيرة جدًا، وحياة الزوجات العسكريين أقصر. لا يمكنك أن تجعلي زوجك يقلق بشأن الامور العائلية في مثل هذه الفترة القصيرة من الزمن.»

## السيدة الأولى

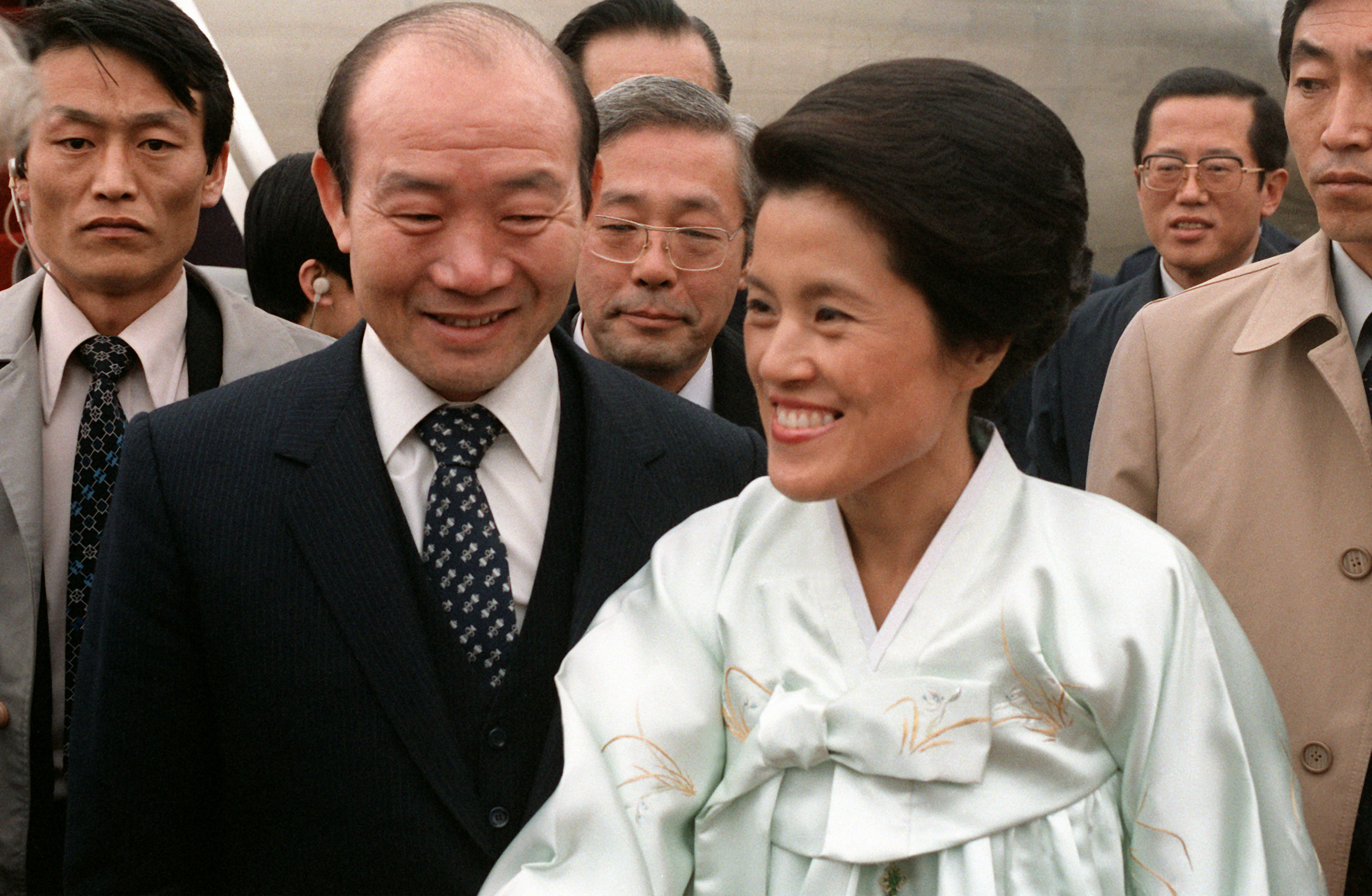
الرئيس تشون، جمهورية كوريا الجنوبية، وزوجته لي سونجا يستعدان للمغادرة بعد زيارتهما إلى واشنطن العاصمة.

عندما أصبح تشون دو هوان الرئيس الحادي عشر لكوريا الجنوبية في عام 1980، بعد أن حكم البلاد كزعيم فعلي من 1979 إلى 1980، وفي 1 سبتمبر 1980 أصبحت لي سون جا السيدة الأولى لكوريا الجنوبية. خلال فترة عملها كسيدة أولى، رافقت لي تشون في جميع المناسبات العامة. عندما كان تشون دو هوان في السلطة، أصبح السلوك الباهظ لـلي سون-جا والاحتيال المالي لشقيق عمها الأصغر مصدر قلق اجتماعي وانتقده المجتمع الكوري الجنوبي. ونتيجة لذلك، سخر المجتمع منها باسم "Yeonhui-dong's Red Pants"، في إشارة إلى الحي الذي يقع فيه منزلها الفخم.
في خلال فترة ولايتها في المنصب، أظهرت لي سون-جا، على وجه الخصوص، اهتمامًا كبيرًا بالقضايا التعليمية وقدمت مساهمة كمية ونوعية في تطوير تعليم الطفولة المبكرة وجراحة القلب بين الأطفال.  تركت منصبها كسيدة أولى بعد استقالة تشون دو هوان في أعقاب انتفاضة يونيو الديمقراطية في عام 1988.

## حياتها بعد ذلك
بعد استقالت زوجها  من الرئاسة، كان هو وعائلته مشتبه بهم بالفساد. وفي 23 نوفمبر 1988، أُجبر تشون ولي على المغادرة إلى دير بكتمسا البوذي، حيث أمضيا عامين.
في 11 مايو 2006، أُستدعيت لي من قبل إدارة التحقيقات المركزية في كوريا الجنوبية للاشتباه في إدارتها لحوالي 13 مليار وون من المدخرات غير القانونية في مايو 2004. ثم أُستدع شقيقها الأصغر لاحقًا للاشتباه ذاته. وزعمت لي لاحقًا أن مبلغ الـ 13 مليار وون هو ما ادخرته بعد وقت صعب، ولكن يُزعم أنه يحتوي على الكثير من الأموال الاحتيالية.  في الوقت نفسه، لا يزال يتعين على الأسرة دفع مبلغ ضخم قدره 370 مليون دولار، سرقه تشون في وقت من الأوقات من ميزانية الدولة. لا تزال عائلة لي وتشون تدفع هذا الدين.
وفي 1 يناير 2019، أثارت جدلاً عندما صرحت أن تشون دو هوان كان ''أبو الديمقراطية الكورية''.  وانتقدت في بيان لها الأحزاب السياسية الرئيسية في كوريا الجنوبية باستثناء حزب كوريا الحرية، وحزب الديمقراطية والسلام، وحزب بارونميري، وحزب العدالة.

## حياتها الشخصية
لي وتشون دو هوان لديهما أربعة أطفال: ثلاثة أبناء (تشون جاي يونغ وتشون جاي غوك وتشون جاي مان) وابنة (تشون هيغ سون).

## التكريمات
- حصلت علي وسام موغونغوا الفخري (1980)